# Liste der Naturdenkmale in Bexbach
Die Liste der Naturdenkmale in Bexbach nennt die auf dem Gebiet der Stadt Bexbach im Saarpfalz-Kreis im Saarland gelegenen Naturdenkmale.

## Naturdenkmale
| Bild                          | Bezeichnung                  | Ort                                                    | Beschreibung                                                                                  | Art             | Nr.                            |
| ----------------------------- | ---------------------------- | ------------------------------------------------------ | --------------------------------------------------------------------------------------------- | --------------- | ------------------------------ |
| mehr Fotos \| Fotos hochladen | „Dicke Eiche“ Kleinottweiler | Bexbach Kleinottweiler 49° 20′ 53,8″ N, 7° 18′ 5,7″ O) | 2011 abgestorbene, fast 600 Jahre alte Traubeneiche. Wahrzeichen von Kleinottweiler. Gefällt. | Quercus petraea | ND-287-SPK-BEX (ex: D 6.01.01) |
| BW                            | Stieleiche in Niederbexbach  | Bexbach Niederbexbach 49° 19′ 51,3″ N, 7° 15′ 46,5″ O) |                                                                                               | Quercus robur   | ND-288-SPK-BEX (ex: D 6.01.02) |
| BW                            | Traubeneiche                 | Bexbach Oberbexbach 49° 22′ 15,5″ N, 7° 14′ 3,6″ O)    |                                                                                               | Quercus petraea | ND-289-SPK-BEX (ex: D 6.01.03) |